# A Game of Thrones
A Game of Thrones (dt. Ein Spiel der Throne oder Ein Spiel um Throne) ist der erste Band der Fantasysaga Das Lied von Eis und Feuer des US-amerikanischen Autors George R. R. Martin. Der Roman wurde am 6. August 1996 veröffentlicht. Der Titel spielt auf den politischen Machtkampf an, vor allem in Hinblick auf den Eisernen Thron der Sieben Königslande des Kontinentes Westeros. In Deutschland erschien der Originalband getrennt in den beiden Bänden Die Herren von Winterfell und Das Erbe von Winterfell, wieder vereint als Game of Thrones 1: Der Winter naht. Der Roman präsentiert mehrere personale Erzähler. A Game of Thrones gewann mehrere Literaturpreise des Fantasygenres. Mit der Adaption der Saga als Fernsehserie Game of Thrones durch HBO wurden der Roman und seine Nachfolgebände 2011 Bestseller. Auf A Game of Thrones basieren mehrere Brettspiele (unter anderem Der Eiserne Thron) und ein Rollenspiel.

## Handlungsübersicht
Die Saga ist in einer fiktiven Welt angesiedelt und spielt auf den Kontinenten Westeros (den Sieben Königslanden sowie auf der „Mauer“ im Norden) und Essos. In dieser Welt ist die Länge der Sommer und Winter unvorhersehbar und variabel; eine Jahreszeit kann Jahre oder Jahrzehnte dauern, Frühling und Herbst hingegen sind vergleichsweise kurz. Der Handlungsort auf dem Kontinent Westeros ähnelt stark dem mittelalterlichen Europa. Der Handlungsteil um Daenerys Targaryen ist auf dem östlich von Westeros gelegenen Kontinent Essos angesiedelt.

### In den Sieben Königslanden
Die Romanhandlung setzt nach dem Prolog um die Nachtwache mit der Familie Stark und ihrem Oberhaupt Eddard „Ned“ Stark in Winterfell ein. Winterfell im Norden von Westeros ist der Sitz der Starks, eines der großen Häuser der Sieben Königslande. Eddard exekutiert einen Deserteur der Nachtwache (im Original „Night’s Watch“), welche die Grenze im Norden des Reiches schützt, in Anwesenheit seiner drei ältesten Söhne Jon, Robb und Brandon. Bei der Rückkehr nach Winterfell entdecken sie sechs junge Schattenwölfe, die auch das Wappentier des Hauses Stark sind. Die Welpen werden den fünf Kindern der Starks sowie Eddards Bastard Jon anvertraut. König Robert Baratheon besucht im Anschluss in Begleitung von Königin Cersei Lennister und deren Brüdern sowie des Hofstaates Eddard in Winterfell. Robert bittet seinen alten Freund Eddard, die Hand des Königs zu werden, da die vorherige Hand, Lord Jon Arryn, gestorben ist und Robert Eddard vertraue. Widerwillig sagt Eddard zu. Er verspricht seiner Frau, Lady Catelyn Stark, Nachforschungen bezüglich des Ablebens seines Vorgängers, der wie ein Vater für Eddard gewesen ist, anzustellen. Es gibt Vermutungen, dass dieser einer politischen Intrige von Königin Cersei und ihrer mächtigen Familie, des Hauses Lennister, zum Opfer gefallen sein könnte. Eddards beide Töchter, Sansa und Arya, sollen ihn in die Hauptstadt begleiten. Die elfjährige Sansa wird mit Joffrey, dem ältesten Sohn König Roberts, verlobt.
Bevor die Starks in den Süden aufbrechen, wird Eddards Sohn Brandon (genannt Bran) schwer verletzt: Er wurde beim Klettern zufällig Augenzeuge der inzestuösen Beziehung zwischen Cersei und ihrem Zwillingsbruder Jaime Lennister, einem Ritter der Königsgarde, und von Jaime in die Tiefe gestürzt. Bran fällt ins Koma und ist querschnittsgelähmt. Eddard bricht mit Robert zusammen in Richtung der Hauptstadt Königsmund auf. Während Catelyn an Brans Krankenbett wacht, versucht ein Attentäter diesen mit einem Dolch zu ermorden. Sein Schattenwolf rettet Bran das Leben, indem er den Attentäter tötet. Catelyn erkennt, dass Eddard in der Hauptstadt in ernster Gefahr schwebt, und begibt sich selbst auf den Weg nach Königsmund, um ihn zu warnen. Zurück in Winterfell bleiben der älteste Sohn Robb, der nun der Herr über Winterfell ist, sowie Bran und der jüngste Sohn der Starks, Rickon.
In Königsmund trifft Catelyn auf Petyr Baelish, genannt Littlefinger, einen Verehrer aus Jugendtagen. Dieser sagt Catelyn, dass der Dolch angeblich Tyrion Lennister, dem jüngsten der drei Geschwister, gehöre. Petyr arrangiert ein geheimes Treffen zwischen Catelyn und Eddard. Auf der Rückreise nach Winterfell begegnet Catelyn zufällig Tyrion und nimmt ihn gefangen. Sie ändert ihr Reiseziel und begibt sich zur Hohenehr, wo ihre Schwester Lady Lysa Arryn, die Witwe von Jon Arryn, über das Tal von Arryn herrscht. Lysa macht die Lennisters für den Tod ihres Mannes verantwortlich und möchte Tyrion hinrichten lassen. Tyrion fordert jedoch einen Gerichtskampf und kommt durch den Sieg des Söldners Bronn frei.
König Robert empfindet für seine Ehefrau Cersei keine Zuneigung, sondern trauert vor allem seiner Liebe Lyanna Stark nach, der Schwester Eddards, die 15 Jahre zuvor von Prinz Rhaegar Targaryen angeblich entführt und geschändet wurde (letzteres nimmt aber nur Robert an). Dies war einer der Auslöser für den damaligen Bürgerkrieg, der mit dem Sturz des Hauses Targaryen endete, das Westeros über 280 Jahre regiert hatte. Robert, der die überlebenden Targaryens am liebsten ebenfalls töten will (wobei er in Streit mit Eddard gerät, der ein geplantes Attentat auf Daenerys scharf verurteilt), vergnügt sich nun vor allem mit anderen Frauen und Alkohol. Er hat kein großes Interesse am Regieren des Reiches und hat diese Aufgabe hauptsächlich Jon Arryn überlassen und nun Eddard, der sich mit Intrigen am Hof konfrontiert sieht, denen er als stets auf seine Ehre bedachter Lord nicht gewachsen ist. Eddard findet schließlich heraus, dass alle königlichen Erben in Wahrheit die Kinder von Jaime sind. Er bietet Cersei an, zu fliehen, bevor er dem König die Wahrheit sage, doch Robert wird auf einer Jagd schwer verletzt und stirbt, bevor Eddard mit ihm darüber sprechen kann. Eddard wird zuvor von Robert als Lordprotektor eingesetzt, bis sein Erbe zum Regieren fähig sei (beim Diktieren von Roberts Testament ändert Eddard den Wortlaut, um eine Thronbesteigung von Roberts jüngerem Bruder Stannis Baratheon zu ermöglichen). Roberts jüngster Bruder Renly schlägt Eddard vor, Cersei und ihre Kinder zu verhaften, bevor die Lennisters die Macht übernehmen, Eddard lehnt dies jedoch als unehrenhaft ab. Er beauftragt stattdessen Petyr, die Stadtwache auf seine Seite zu bringen. Dieser hintergeht ihn jedoch und Eddard wird verhaftet und seine Männer werden massakriert. Sansa wird ebenfalls festgesetzt, Arya hingegen kann fliehen. Cerseis und Jaimes ältester Sohn Joffrey wird zum König gekrönt. Eddard wird gezwungen, seinen angeblichen Verrat zu gestehen, da ansonsten seine Familie zu leiden habe. Eddard willigt notgedrungen und nur widerwillig ein, wird aber dennoch auf Befehl Joffreys hingerichtet, anstatt wie in Aussicht gestellt zur „Mauer“ geschickt zu werden.
Als Vergeltung für die Gefangennahme seines Sohnes Tyrion beginnt währenddessen Lord Tywin Lennister einen Feldzug gegen das Haus Tully in den Flusslanden. Die Lennisters besiegen die Flusslords und belagern Schnellwasser, den Hauptsitz der Tullys. Ein Bürgerkrieg, der als Krieg der Fünf Könige in die Geschichte eingehen wird, flammt auf, als die Hinrichtung von Eddard großflächig bekannt wird. Robb beabsichtigt, nachdem er von der Gefangennahme seines Vaters erfahren hat, eine Armee von Nordmännern gegen Königsmund zu führen, um seinen Vater und seine Schwestern zu befreien. Robb gewinnt zunächst die Unterstützung des Hauses Frey und marschiert dann in die Flusslande ein, um die Hilfe seines Großvaters mütterlicherseits, Lord Hoster Tully, zu erlangen. Jaime führt die Belagerer von Schnellwasser an, während Lord Tywin mit einer großen Armee südlich des Flusses Trident lagert, um Robb den Weg zur Hauptstadt zu blockieren. Robb führt seine Kavallerie nach Schnellwasser, während die Infanterie unter Lord Roose Bolton gegen Tywins Armee marschiert. Tywin kann, zusammen mit dem freigelassenen Tyrion, die Angreifer zurückschlagen. Er erkennt aber zu spät, dass der Angriff nur ein Ablenkungsmanöver gewesen ist. Kurz danach kann Robb die zweite Lannisterarmee schlagen und Jaime gefangen nehmen.
Stannis Baratheon verkündet währenddessen Joffreys illegitime Herkunft, macht seine Rechte als legitimer Erbe von Robert geltend und erklärt sich selbst zum König von Westeros. Sein jüngerer Bruder Renly erklärt sich ebenfalls zum König und wird dabei vom mächtigen Haus Tyrell unterstützt. Robb wird von den Lords des Nordens und der Flusslande zum König des Nordens ausgerufen.

### An der Mauer
Der Prolog der Erzählung stellt das nördliche Königreich jenseits der Mauer vor. Die Mauer ist eine uralte, über 200 Meter hohe Grenze aus Stein und Eis. Sie wird von den Männern der Nachtwache bewacht. In den wilden Gebieten nördlich der Mauer trifft eine kleine Patrouille von Grenzern der Nachtwache auf die furchteinflößenden Anderen, die durch Stahl nicht getötet werden können; bis auf einen der Grenzer werden alle getötet. Jon Schnee, der uneheliche Sohn von Lord Eddard Stark, tritt, wie Jahre zuvor bereits sein Onkel Benjen, der Nachtwache bei.
An der Mauer angekommen, tut sich Jon mit den anderen Rekruten gegen ihren strengen Ausbilder Ser Allisar Thorn zusammen und beschützt den feigen, aber gutmütigen Samwell Tarly. Jon hofft, dass er aufgrund seiner Kampferfahrungen als Grenzer, dem militärischen Arm der Nachtwache, ausgewählt wird. Stattdessen wird er zum Kämmerer des Lord Kommandanten Jeor Mormont ernannt. Er verhilft seinem Freund Sam zur Stellung als Kämmerer des alten Maester Aemon.
In der Zwischenzeit führt Benjen eine kleine Gruppe Grenzer jenseits der Mauer und kehrt nicht zurück. Fast sechs Monate später werden die Leichen von zwei Begleitern Benjens jenseits der Mauer aufgefunden, weiterhin fehlt von Benjen jedoch jede Spur. In der nächsten Nacht erstehen die Leichname als Untote wieder auf. Sie töten sieben Männer und sind durch Schwerter nicht verwundbar. Als einer der Untoten Lord Mormont angreift, können Jon und sein Schattenwolf ihn retten und den Wiedergänger durch Feuer zerstören. Lord Mormont schenkt Jon daraufhin aus Dankbarkeit ein Familienerbstück, ein Schwert aus valyrischem Stahl namens „Langklaue“. Jons Freunde schenken ihm dazu einen Schwertknauf in Form eines Schattenwolfkopfes.
Als Jon die Nachricht von der Hinrichtung seines Vaters erreicht, versucht er von der Nachtwache zu desertieren und seinen Halbbruder Robb im Kampf gegen die Lennisters zu unterstützen. Seine Freunde können ihn zur Rückkehr überreden, bevor sein Verschwinden bemerkt wird. Mormont macht ihm klar, dass der Kampf um den Thron bedeutungslos im Vergleich zu dem Bösen sei, das der Winter mit sich aus dem Norden bringe.

### Im Osten
Jenseits des Meeres, in der Freien Stadt Pentos auf dem Kontinent Essos, lebt Viserys Targaryen mit seiner dreizehn Jahre alten Schwester Daenerys im Exil. Er ist der einzige überlebende Sohn des „verrückten Königs“ Aerys II. Targaryen, der von Robert Baratheon 14 Jahre zuvor gestürzt worden ist. Viserys arrangiert mit Hilfe des einflussreichen Illyrio Mopatis die Hochzeit seiner Schwester mit Khal Drogo, einem mächtigen Anführer der nomadischen und kriegerischen Dothraki. Dieser soll Viserys mit seiner Reiterarmee den Eisernen Thron von Westeros zurückerobern. Als Hochzeitsgeschenk erhält Daenerys unter anderem drei versteinerte Dracheneier. Ein Ritter aus Westeros, Ser Jorah Mormont, schließt sich ihnen als Berater an.
Zwischen Daenerys und ihrem Ehemann entsteht langsam Liebe und Vertrauen und sie empfängt ein Kind. Diesem wird prophezeit, einmal die Dothraki zu vereinen und zu beherrschen. Drogo zeigt wenig Interesse an der Eroberung Westeros’, so dass Viserys die Beherrschung verliert und seine Schwester mehrfach in aller Öffentlichkeit bedroht. Drogo tötet ihn, indem er ihn mit einem Topf voll geschmolzenen Goldes „krönt“. Da Daenerys nun die letzte Überlebende des Hauses Targaryen ist, ist es an ihr, den Thron von Westeros zurückzugewinnen.
Nachdem Daenerys nur knapp einem Mordversuch hat entrinnen können, ist Drogo entschlossen, doch nach Westeros zu ziehen und Rache zu nehmen. Um die Invasion zu finanzieren, plündern die Dothraki mehrere Ortschaften. Dabei wird Drogo verwundet. Die Wunde entzündet sich und Daenerys befiehlt einer gefangenen Maegi, Blutmagie zu benutzen, um sein Leben zu retten. Um dem Zauber Kraft zu verleihen, opfert die Maegi jedoch Daenerys’ ungeborenes Kind. Drogo bleibt zwar am Leben, befindet sich aber in einer Art Wachkoma. Da er aus diesem Zustand auch niemals wieder erwachen wird, hat sie Mitleid mit ihrem ehemals so stolzem Ehemann und erstickt ihn. Da die Dothraki nur Stärke folgen, löst sich Drogos Gefolgschaft nahezu augenblicklich auf und Daenerys bleibt nur mit den Schwächsten und Verachtetsten zurück.
Als Khal Drogos Leiche verbrannt wird, platziert sie die drei Dracheneier auf ihrem Ehemann und übergibt auch die Maegi den Flammen. Während das Feuer brennt, ist Daenerys wie gebannt von den Flammen und schreitet hinein. Das Feuer kann ihr nichts anhaben und sie steigt aus der Asche mit drei frischgeschlüpften Drachenjungen. Die wenigen verbleibenden Dothraki und Ser Jorah schwören ihr die Treue. Als der erste weibliche Khal und Mutter der drei einzigen Drachen beschließt Daenerys, eine Armee aufzubauen und den Thron von Westeros zurückzugewinnen.

## Erzählperspektiven
Die einzelnen Kapitel werden jeweils aus der Perspektive eines Hauptcharakters erzählt. Der Name der Person ist gleichzeitig die Kapitelüberschrift, mit Ausnahme des Prologs. Im Buch werden neun dieser Hauptcharaktere präsentiert.
- Prolog: Will, ein Bruder der Nachtwache
- Eddard Stark, der Wächter des Nordens und Lord von Winterfell
- Catelyn Stark, aus dem Hause Tully, Ehefrau von Eddard Stark
- Sansa Stark, die älteste Tochter von Eddard und Catelyn Stark
- Arya Stark, die jüngere Tochter von Eddard und Catelyn Stark
- Bran Stark, der acht Jahre alte Sohn von Eddard und Catelyn Stark
- Jon Schnee, der uneheliche Sohn von Eddard Stark
- Tyrion Lennister, der kleinwüchsige, jüngere Bruder der Königin Cersei und ihres Zwillingsbruders Jaime und Sohn von Lord Tywin Lennister
- Prinzessin Daenerys Targaryen, die Sturmgeborene, Prinzessin von Drachenstein und Erbin des Hauses Targaryen

## Inhaltlicher Bezug zum Titel
Der Titel A Game of Thrones findet während der Erzählung an verschiedenen Stellen und in unterschiedlichen Variationen Anwendung. Dieser wird als Metapher für den Konflikt und Kampf großer Häuser um die Macht benutzt. Eine Niederlage in diesem Spiel wird häufig mit dem Tod in Verbindung gebracht bzw. mit einem tödlichen Ende assoziiert.
- „[Dem gemeinen Volk] ist es egal, ob die hohen Herren um den Thron würfeln, solange man es nur in Frieden lässt.“ – Jorah Mormont im Gespräch mit Daenerys Targaryen[1]
- „Wenn man das Spiel um Throne spielt, gewinnt man, oder man stirbt.“ – Cersei Lennister im Gespräch mit Eddard Stark[2]
- „[W]arum sind es immer die Unschuldigen, die am meisten leiden, wenn Ihr hohen Herren Euer Spiel um Throne spielt?“ – Varys im Gespräch mit Eddard Stark[3]
- „Wartet, lasst die beiden Könige ihr Spiel um Throne spielen.“ – Stevron Frey  vor dem Kriegsrat von Robb Stark über Joffrey und Renly Baratheon[4]

Auch in den Nachfolgebänden tauchen Variationen auf.

## Preise und Nominierungen
- Locus Award – Best Novel (Fantasy) (Gewinner) – (1997)
- World Fantasy Award – Best Novel (nominiert) – (1997)
- Hugo Award – Best Novella for Blood of the Dragon (Gewinner) – (1997)
- Nebula Award – Best Novel (nominiert) – (1997)
- Ignotus Award – Best Novel (Foreign) (Gewinner) – (2003)

## Übersetzung ins Deutsche
Der von Jörn Ingwersen übersetzte Roman wurde vom Verlag Blanvalet für die deutsche Taschenbuchausgabe in zwei Bände unterteilt und  erschien als:
- Die Herren von Winterfell (A Game of Thrones Teil 1, 1997), ISBN 3-442-24729-2.
- Das Erbe von Winterfell (A Game of Thrones Teil 2, 1998), ISBN 3-442-24730-6.

Als Sonderedition erschien bei Fantasy Productions (FanPro) eine limitierte Auflage in einem Band (Eisenthron, 2004; ISBN 3-89064-532-1).
Ursprünglich wurden Nachnamen und Ortsnamen in ihrer Originalform belassen (Snow, Redfort, Eyrie, King’s Landing), seit 2010 erscheint bei Blanvalet eine neue Ausgabe (ISBN 978-3-442-26774-3 bzw. ISBN 978-3-442-26781-1), in der mehrere Namen eingedeutscht wurden. So heißt dort beispielsweise die Hauptstadt Königsmund und das Haus Lannister Lennister.
- 2016: Game of Thrones 1: Der Winter naht (Die Herren von Winterfell & Das Erbe von Winterfell in ungeteilter deutschsprachiger Ausgabe zusammengefasst), Penhaligon Verlag, ISBN 978-3-7645-3152-2

## Ausgaben
- George R. R. Martin: A Game of Thrones. Bantam Books, New York 1996 (mehrere Nachdrucke), ISBN 0-553-10354-7.

## Verfilmung
Der Roman wird in der ersten Staffel der US-amerikanischen Fernsehserie Game of Thrones gezeigt. Hierbei blieb die Serie, wie in keiner Staffel danach, sehr nah an der Romanvorlage.

## Anmerkung
1. ↑  Das englische Original spricht vom Direwolf, dem Aenocyon dirus, einer heute ausgestorbenen Art eines großen Hundes.